# Fußball-Weltmeisterschaft 1974/Deutschland

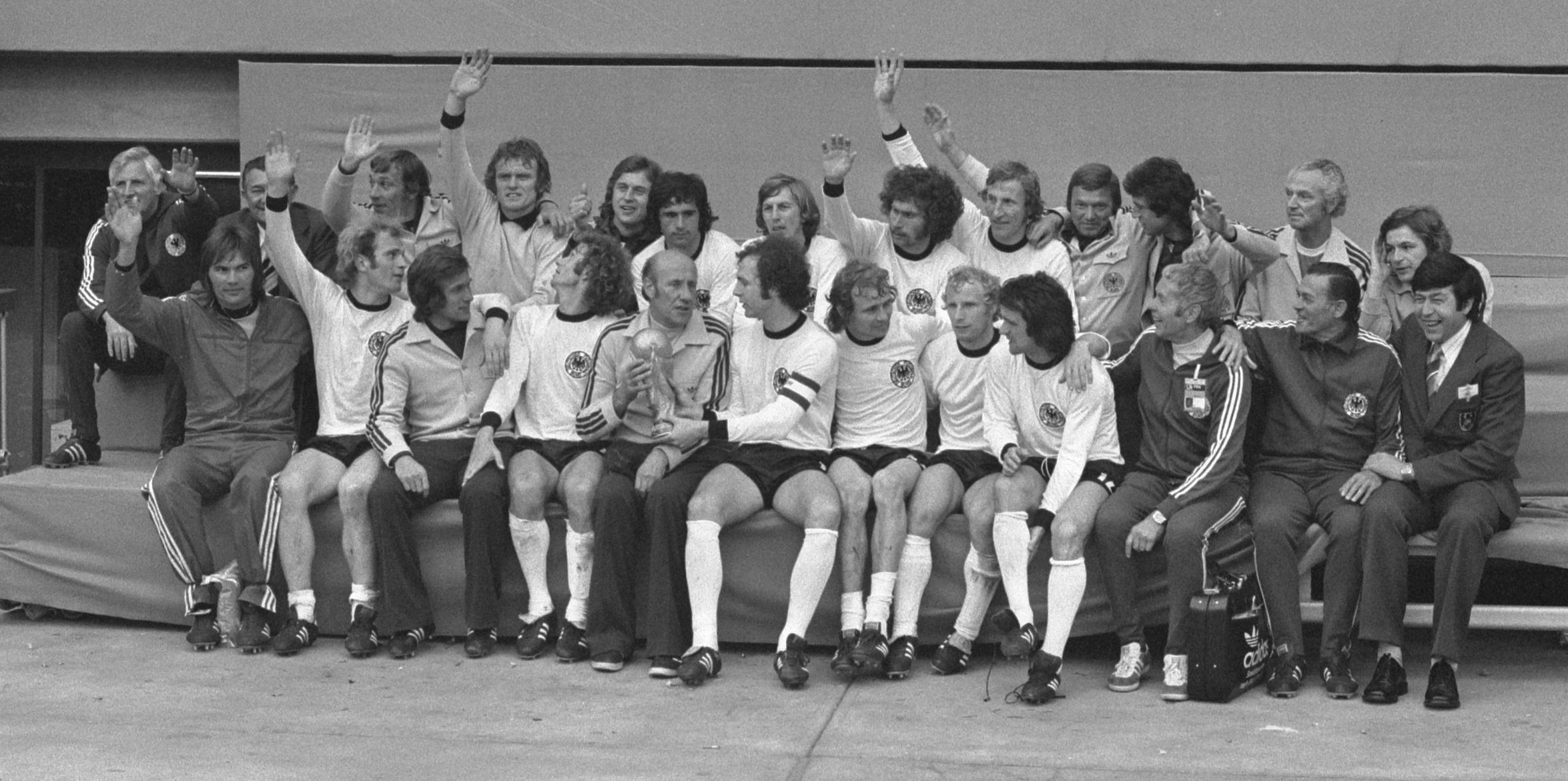
Die Nationalmannschaft nach dem Finalspiel in München

Bei der Fußball-Weltmeisterschaft 1974 in der Bundesrepublik Deutschland war der Deutsche Fußball-Bund der gastgebende Verband, und die deutsche Fußballnationalmannschaft die Heimmannschaft.
Die Verwendung der Begriffe „deutsch“ und „Deutschland“ wurde verkompliziert durch die Tatsache, dass sich zum ersten (und einzigen) Mal der Deutsche Fußball-Verband der DDR mit der Fußballnationalmannschaft der DDR für ein großes Fußballturnier qualifiziert hatte, und zudem beide deutsche Mannschaften in eine Gruppe gelost wurden.

## Qualifikation
Als Gastgeber dieser Fußball-Weltmeisterschaft musste sich die DFB-Mannschaft nicht für dieses Turnier qualifizieren. Deswegen wurden zwischen dem 15. November 1972 und dem 1. Mai 1974 15 Testspiele bestritten, von denen zehn gewonnen wurden. Allerdings gab es auch Niederlagen gegen Titelverteidiger Brasilien (0:1) und gegen Argentinien (2:3). Das letzte Vorbereitungsspiel bestritt die Mannschaft bereits am 1. Mai 1974 gegen Schweden und gewann es in Hamburg mit 2:0. Die beiden Tore erzielte Jupp Heynckes. Der einzige Spieler, der bei diesem Spiel auf dem Platz stand und später nicht zum Kader für die WM gehörte, war der Schalker Erwin Kremers, der in der Schlussphase der Bundesligasaison aufgrund einer Schiedsrichterbeleidigung eine rote Karte erhielt und von Helmut Schön daraufhin für die WM nicht berücksichtigt wurde.

## Aufgebot
| Nummer / Name | Nummer / Name                | Damaliger Verein         | Geburtstag | Länderspiele/Tore (a) | Sp.      | Tor      | Rot      | Gelb     |
| Torhüter      | Torhüter                     | Torhüter                 | Torhüter   | Torhüter              | Torhüter | Torhüter | Torhüter | Torhüter |
| ------------- | ---------------------------- | ------------------------ | ---------- | --------------------- | -------- | -------- | -------- | -------- |
| 22            | Wolfgang Kleff               | Borussia Mönchengladbach | 16.11.1946 | 06 (00)               | 0        | 0        | 0        | 0        |
| 1             | Sepp Maier                   | FC Bayern München        | 28.02.1944 | 50 (00)               | 7        | 0        | 0        | 0        |
| 21            | Norbert Nigbur               | FC Schalke 04            | 08.05.1948 | 02 (00)               | 0        | 0        | 0        | 0        |
| Abwehr        |                              |                          |            |                       |          |          |          |          |
| 5             | Franz Beckenbauer            | FC Bayern München        | 11.09.1945 | 78 (13)               | 7        | 0        | 0        | 0        |
| 3             | Paul Breitner                | FC Bayern München        | 05.09.1951 | 19 (02)               | 7        | 3        | 0        | 0        |
| 6             | Horst-Dieter Höttges         | Werder Bremen            | 10.09.1943 | 65 (01)               | 1        | 0        | 0        | 0        |
| 20            | Helmut Kremers               | FC Schalke 04            | 24.03.1949 | 05 (00)               | 0        | 0        | 0        | 0        |
| 4             | Georg Schwarzenbeck          | FC Bayern München        | 03.04.1948 | 23 (00)               | 7        | 0        | 0        | 0        |
| 2             | Berti Vogts                  | Borussia Mönchengladbach | 30.12.1946 | 51 (00)               | 7        | 0        | 0        | 2        |
| Mittelfeld    |                              |                          |            |                       |          |          |          |          |
| 16            | Rainer Bonhof                | Borussia Mönchengladbach | 29.03.1952 | 04 (00)               | 4        | 1        | 0        | 0        |
| 8             | Bernhard Cullmann            | 1. FC Köln               | 01.11.1949 | 12 (02)               | 3        | 1        | 0        | 0        |
| 15            | Heinz Flohe                  | 1. FC Köln               | 28.01.1948 | 14 (01)               | 3        | 0        | 0        | 0        |
| 14            | Uli Hoeneß                   | FC Bayern München        | 05.01.1952 | 20 (03)               | 7        | 1        | 0        | 0        |
| 19            | Hans-Josef Kapellmann        | FC Bayern München        | 19.12.1949 | 03 (00)               | 0        | 0        | 0        | 0        |
| 10            | Günter Netzer                | Real Madrid CF           | 14.09.1944 | 34 (06)               | 1        | 0        | 0        | 0        |
| 12            | Wolfgang Overath             | 1. FC Köln               | 29.09.1943 | 74 (15)               | 7        | 2        | 0        | 1        |
| 7             | Herbert Wimmer               | Borussia Mönchengladbach | 09.11.1944 | 23 (02)               | 2        | 0        | 0        | 0        |
| Angriff       |                              |                          |            |                       |          |          |          |          |
| 9             | Jürgen Grabowski             | Eintracht Frankfurt      | 07.07.1944 | 38 (04)               | 6        | 1        | 0        | 0        |
| 18            | Dieter Herzog                | Fortuna Düsseldorf       | 15.07.1946 | 02 (00)               | 2        | 0        | 0        | 0        |
| 11            | Jupp Heynckes                | Borussia Mönchengladbach | 09.05.1945 | 28 (07)               | 2        | 0        | 0        | 0        |
| 17            | Bernd Hölzenbein             | Eintracht Frankfurt      | 09.03.1946 | 04 (01)               | 6        | 0        | 0        | 0        |
| 13            | Gerd Müller                  | FC Bayern München        | 03.11.1945 | 55 (64)               | 7        | 4        | 0        | 0        |
| Trainer       |                              |                          |            |                       |          |          |          |          |
|               | Helmut Schön (Bundestrainer) |                          | 15.09.1915 |                       |          |          |          |          |
|               | Jupp Derwall (Co-Trainer)    |                          | 10.03.1927 |                       |          |          |          |          |

Quelle: DFB

## Spiele der deutschen Nationalmannschaft
Die Auswahl des DFB galt aufgrund des dritten Platzes bei der vorherigen WM, des Gewinns des Europameistertitels 1972 und der Tatsache, dass sie Gastgeber war, neben den Niederländern als großer Favorit auf den Gewinn der Weltmeisterschaft. Bei der Gruppenauslosung war Deutschland gesetzt und es war ausgeschlossen, dass das Team in der Vorrunde gegen die ebenfalls gesetzten Halbfinalteilnehmer von 1970, Brasilien, Italien oder Uruguay spielen würde. Die Gruppenauslosung ergab Chile und die beiden WM-Neulinge DDR und Australien als Gruppengegner. Als Quartier wurde die Sportschule Malente in Schleswig-Holstein gewählt.

### Erste Finalrunde
Das erste Gruppenspiel fand am 14. Juni im Berliner Olympiastadion gegen Chile statt. Die deutsche Mannschaft konnte in diesem Spiel nicht überzeugen. Zwar gelang ihr nach 17 Minuten der Führungstreffer nach einem Weitschuss von Paul Breitner, doch die weiteren Angriffe der Deutschen konnten die chilenische Abwehr nicht gefährden. Auch die Überzahl nach einem Platzverweis für Carlos Caszely in der 67. Minute konnte von der deutschen Mannschaft nicht genutzt werden. Es blieb beim 1:0 für die Bundesrepublik Deutschland.
Nächster Gruppengegner war Australien. Vor 53.000 Zuschauern im Volksparkstadion von Hamburg war der Gastgeber die dominierende Mannschaft und ging nach wenigen Minuten in Führung, erneut durch einen Weitschuss, diesmal von Overath in der 12. Minute. Cullmann (32.) und Gerd Müller (53.) stellten den 3:0-Endstand sicher. Dieser Sieg wurde allerdings kritisiert, da die deutschen Spieler besonders in der ersten Halbzeit mehrere klare Torchancen vergaben und damit einen höheren Sieg gegen den krassen Außenseiter verspielten.
Im selben Stadion traf die Auswahl des DFB auf die des DFV der DDR (Fußballländerspiel BR Deutschland – DDR 1974). Da sich Chile und Australien am Nachmittag torlos voneinander getrennt hatten, waren die beiden Mannschaften mit deutschen Spielern schon für die nächste Runde qualifiziert. Es ging in diesem Spiel somit um das Prestige und um den Gruppensieg, sowie die Frage, auf welche Mannschaften man in der Zweiten Finalrunde treffen würde. Den einzigen Treffer erzielte in diesem Spiel Jürgen Sparwasser für die DDR. Der 1:0-Sieg bedeutete den Gruppensieg, und den Einzug in die Gruppe A der Zweiten Finalrunde, mit den Niederlanden, Brasilien und Argentinien. Die Bundesliga-Profis wurden Gruppenzweite und trafen auf Polen, Schweden und Jugoslawien.
| BRD | - | Chile      | 1:0 (1:0) |
| BRD | - | Australien | 3:0 (2:0) |
| BRD | - | DDR        | 0:1 (0:0) |

### Zweite Finalrunde
Die Niederlage gegen die DDR war Auslöser für eine mannschaftsinterne Revolte („Nacht von Malente“) gegen den unentschlossenen und zögerlichen Bundestrainer Helmut Schön. Fortan konnte die Mannschaft unter Führung von Kapitän Franz Beckenbauer ihre taktischen Vorstellungen durchsetzen. Man musste in der Gruppe B gegen Polen, Schweden und Jugoslawien spielen.
Bereits im ersten Spiel gegen Jugoslawien konnten sich die Deutschen steigern. Im Düsseldorfer Rheinstadion wurde der Gegner durch die Tore von Paul Breitner und Gerd Müller mit 2:0 besiegt.
Gegen die Schweden geriet die BRD in der 24. Minute in Rückstand, als Ralf Edström Sepp Maier bezwingen konnte. Erst in der zweiten Halbzeit folgte in der 51. und 52. Minute zunächst der Ausgleich durch Overath und die Führung durch Bonhof. Wiederum eine Minute später konnte Roland Sandberg ausgleichen. Die spielbestimmenden Deutschen zeigten aber ihre bisher beste Turnierleistung und gewannen letztendlich durch Grabowski (76.) und Hoeneß (89. per Foulelfmeter) mit 4:2.
In Frankfurt kam es im Spiel gegen Polen zur Wasserschlacht von Frankfurt, starker Regen hatte das Spielfeld unbespielbar gemacht. Der Terminplan ließ aber keine Verschiebung des Spiels zu. Die polnische Mannschaft war zwar stärker, jedoch konnte die BRD mit einem Tor von Gerd Müller in der 76. Spielminute gewinnen und sich als Gruppensieger für das Finale qualifizieren. In der 53. Minute hielt der polnische Torwart Jan Tomaszewski einen Elfmeter von Hoeneß.
| BRD | - | Jugoslawien | 2:0 (1:0) |
| BRD | - | Schweden    | 4:2 (0:1) |
| BRD | - | Polen       | 1:0 (0:0) |

### Finale

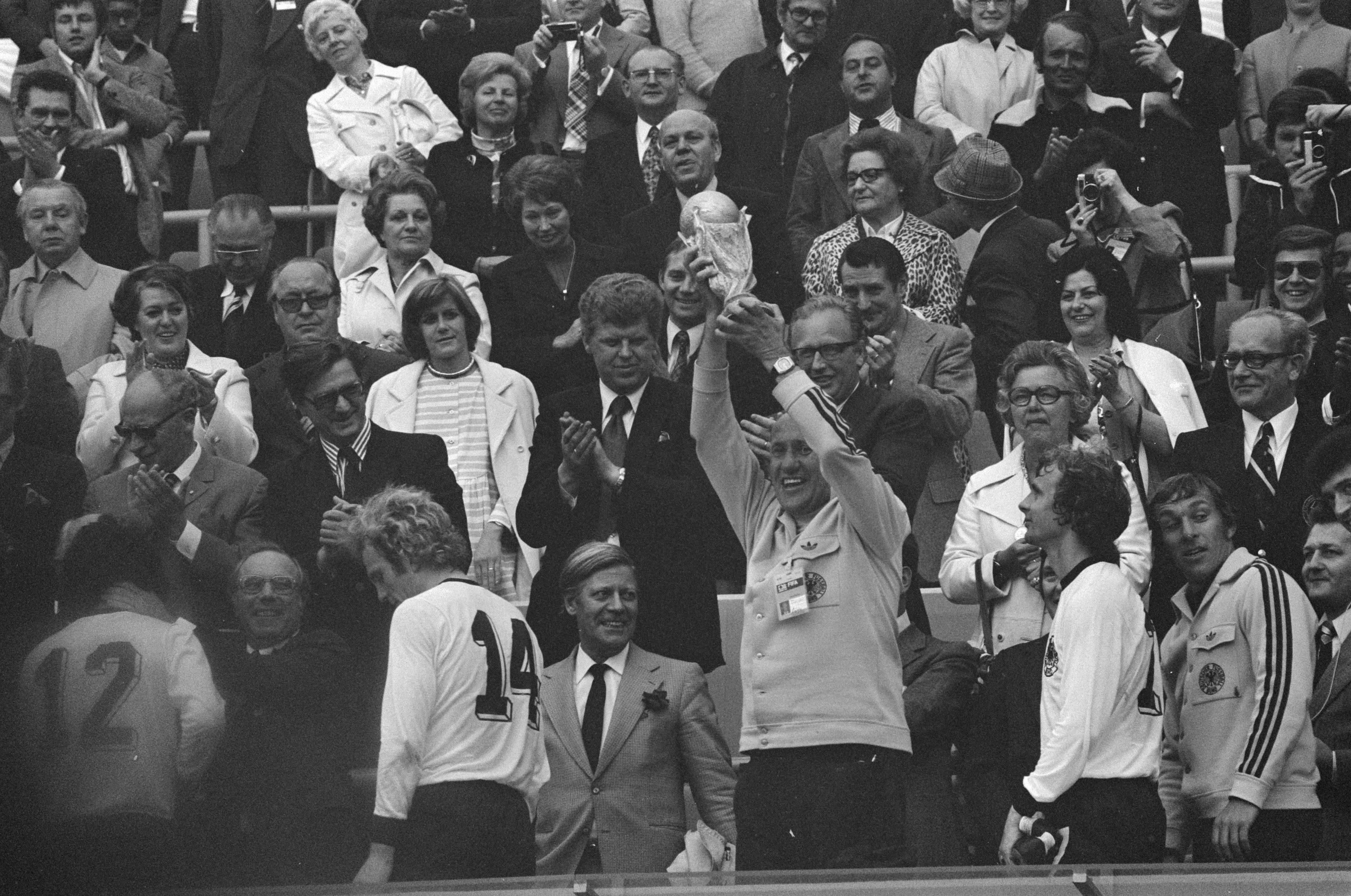
Bundestrainer Helmut Schön mit dem WM-Pokal

Im Finale traf der Gastgeber auf die Niederlande, das mit seinen Schlüsselspielern Johan Neeskens und Johan Cruyff und mit der Taktik des totalen Fußballs Argentinien, Brasilien und die DDR in der Gruppe A der zweiten Finalrunde ausgeschaltet hatte. Bereits wenige Sekunden nach dem Anpfiff erhielten die Niederländer nach einem Foul von Hoeneß knapp an der Strafraumgrenze einen Foulelfmeter zugesprochen, den Neeskens zur Führung verwandelte. Durch den frühen Rückstand zunächst geschockt, wurden die Deutschen immer stärker und erzielten in der 25. Minute den Ausgleichstreffer ebenfalls durch Foulelfmeter, verwandelt von Paul Breitner. Kurz vor der Pause erzielte Gerd Müller nach Vorarbeit durch Rainer Bonhof mit einem Drehschuss das 2:1 für die Deutschen. In der zweiten Halbzeit kamen die Niederländer durch Johnny Rep und Neeskens zu mehreren Chancen, die aber von Sepp Maier vereitelt wurden. Im Gegenzug wurde den Deutschen ein eigentlich regulärer Treffer durch Gerd Müller (wegen Abseits) aberkannt. Das Spiel endete schließlich mit 2:1 – Deutschland war nach 1954 erneut Fußball-Weltmeister.